# ويليام بتلر ييتس

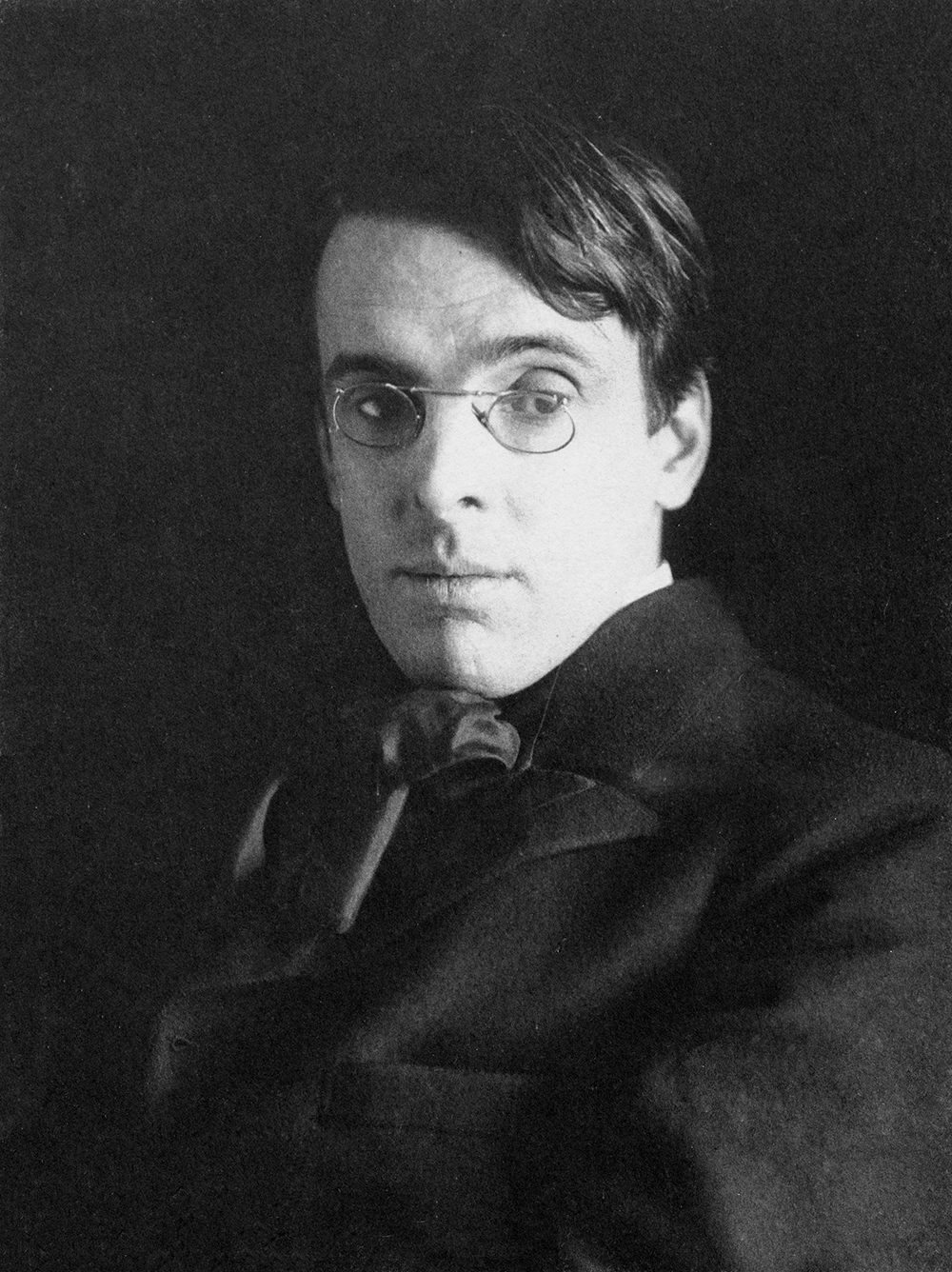
ويليام بتلر ييتس في عام 1903

ويليام بتلر ييتس (بالإنجليزية: William Butler Yeats) (مواليد 13 يونيو 1865 في دبلن - 28 يناير 1939) شاعر إنجليزي وكاتب مسرحي ومدير مسرح، وشخصية وطنية، وعضو مجلس العموم، كان مؤمنًا بالأشباح والجنيات والسحر.

## طفولته وعائلته
افراد عائلته كانوا ينادونه (ويلي) لكن الآخرين كانوا ينادونه (ويليام بتلر) وهو الأكبر بين ستة أطفال.
وكانت الاقرب إليه من هؤلاء الأطفال اخته سوزان وكانوا ينادونها (ليلي) وتصغره بعام واحد واختهما الأخرى التي تصغرها بعام والتي كان اسمها اليزابيث لكنهم كانوا ينادونها (لولي) الثلاثة كانوا شديدي الولع الفني كبروا ليؤسسوا (مشاغل دون ايمر) وهو مصنع كبير ومعروف للمطرزات والرسم، وقد قامت الفتاتان بإصدار العديد من طبعات كتب اخيهما.اما الأخ الأصغر واسمه جاك مولود عام 1871 فقد كان مستقلا عنهم، طيب الاخلاق، وموهوب للغاية نشأ واحدا من اعظم رسامي أيرلندا. والدهم جون بتلر ييتس كان شخصية قوية ويمتلك ولعا كبيرا باطفاله وغالبا ما كان يقرأ لهم الشعر والقصص من أعمال جوسر وشكسبير والسير والتر سكوت وآخرين غيرهم، وكان يعمل محاميا، لكنه سرعان ما قرر ان يكون فنانا، فالتحق بمدرسة للفنون وأصبح واحدا من الرسامين المعروفين.سوزان بولاكسفين، الام، كانت هادئة ومنسحبة تنتمي إلى عائلة تعمل بالشحن البحري في مدينة سليغو. تميل دائما إلى الانطواء، وقد تأثرت بعمق بموت ابنها روبرت عام 1873 وكان في الثالثة من العمر، وسقطت تحت وطأة قنوط لم تشف منه ابدا، قبل وفاة روبرت بفترة ادعت انها سمعت نداء ارواح الموت التي كانت نبؤة على فقدان شخص محبوب من أهل بيتها حسب المعتقد الأيرلندي.
عندما كان ييتس في الثانية من العمر انتقلت العائلة إلى لندن، وكانوا يعودون إلى سليغو في الصيف فقط، ولكن ما بين عمر السابعة والتاسعة عاش ييتس في سليغو مع امه في قصر مارفل بيت جده لآمه. والدها يمتلك قافلة من السفن التجارية، كان ييتس يرقبها في النهر حين تبحر من وإلى انكلترا.
وكمؤمن بحزم بالاشباح والجنيات ادعى ييتس انه شاهد أول شبح في حياته عندما كان في بيت جده في مارفل، ففي أيرلندا خلال تلك الفترة كان العديد من الناس يؤمنون وبلا أدنى ريب بالارواح الخارقة للطبيعة، وكان هناك حديث كثير عن هذا الموضوع بين الخدم العاملين في قصر مارفل، ولم يكن الحديث عن جنيات من النوع المحبب الذي قد نشاهده في السينما لكنه غالبا ما يكون معذبا وخطرا... تماما مثلما يمكن أن نقرأه عند ييتس في قصيدة الطفل المسروق المستندة إلى أسطورة شعبية تقول ان الجنيات من الممكن ان يختطفن الناس ويجبروهم على البقاء معهم.
اما قصيدة في ضيافة الجن فان شاعرنا تخيل عددا كبيرا من الجان يمتطون ظهور الخيل ويطوفون البلاد.
كان هناك حصان سيسي (قزم) في قصر مارفل وعدد من الكلاب استخدمهم الأطفال لمطاردة الارانب. وكطفل فان ييتس كان يملك حرصا طبيعيا على جمع الحشرات مثل العثة والفراشات والخنافس حيث كان يجمعها في قناني زجاجية. وكان يذهب مع خاله للإبحار على الساحل القريب، أو لصيد السمك من الأنهار القريبة.
عندما صار شابا كان يمشي بعض الأحيان في اطراف سليغو ويمضي بعض الليالي في كهف بالغابة، حبه لهذه الأماكن يرد في الكثير من شعره، وغالبا ما يذكر أسماء هذه الأماكن مثل: بن بيلبو، كونكناريا، سليث وود، غلينكار، دوناي.
لم يكن ييتس طالبا مميزا من الناحية العملية في المدرسة – كانت له صعوبات كبيرة في القراءة على سبيل المثال لكنه بدا كتابة الشعر في حوالي عمر الخامسة عشرة، قصائده الأولى كانت عن الساحرات وفرسان العصور الوسطى الذين يلبسون الدروع، ولم تكن هذه القصائد عالية الجودة، لكن شعره بدأ بالتحسن عندما صار يكتب عن الاساطير والخرافات الأيرلندية، كتلك التي كتبها عن البطل المدعو كوجولاين الذي قيل ان له قدرات بشرية خارقة.

## سيرته

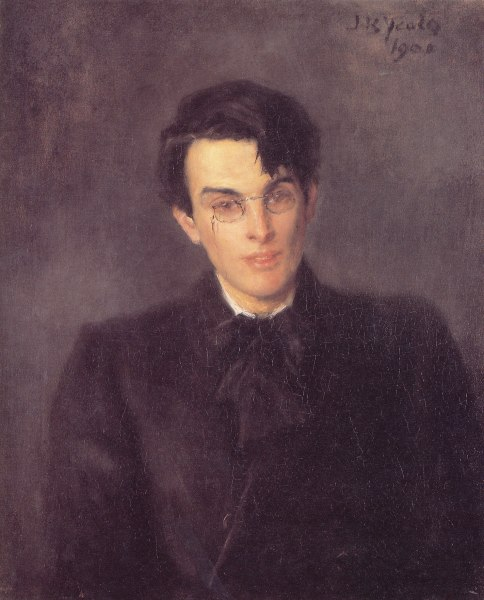
ويليام بتلر ييتس في لوحة من رسم والده

نشر ييتس قصائده الأولى في صحيفة دبلن عندما كان في العشرين من عمره.وفي هذا السن بدا ارتياد نادي دبلن. حيث يناقش الاعضاء الامور السياسية لتلك الايام والمتظمنة موضوع استقلال أيرلندا عن بريطانيا، رغب ييتس ان يعمل من اجل الاستقلال السياسي أيضا ولكن من خلال معاني ومواضيع فنية وثقافية وليس من خلال اضاعة حياته في عمل اللجان والاحزاب السياسية.
منذ أيام اقامته في مارفل بدأ ييتس الاقتراب من العوالم الروحانية وما فوق الطبيعية وعوالم المستور. وفي عمر العشرين ساعد على تاسيس (جمعية دبلن لعلوم السحر), مجموعة من الطلبة رغبوا دراسة الفلسفة الهندية والروحانيات، وقد تحولت هذه الجمعية فيما بعد إلى اسم (جمعية دبلن لتشارك الحكمة) وقد حضر ييتس المشاهد الروحية الأولى لهذه الجمعية وفي العام التالي انضم إلى (نظام البزوغ الذهبي) وهو جمعية سرية طورت تدريس السحر وتجاربه العملية، عندما كان ييتس شابا اولع بالرؤى والتخاطر وتاثير الكواكب على الطالع، كما أنه امضى الكثير من وقته في محاولة تتبع رؤى عالم الخوارق، هذه الاهتمامات كلها ظهرت في شعره... في وقت متقدم أو متاخر.
عالم المستور في غاية الأهمية بنظر ييتس وفي إحدى المناظرات أكد على أن عالم المستور هو المركز لكل ما يفعله أو يعتقده المرء.
عام 1889 وبعمر الثالثة والعشرين.التقى واغرم بممثلة جميلة تدعى ماود جونيه، كانت امرأة من صنف الثوار وسياسية مثيرة للقلاقل.... لعدة سنوات بقيا صديقين حميمين، وأغلب شعره العاطفي مهدى لها متضمنا قصيدتين كتبتا عنها شخصيا.... قصيدة السمكة، وقصيدة أماني بفرش من الجنة.
تخيل فيها ييتس ان تكون السماء قطعة كبيرة من النسيج مطرزة بضياء الشمس والقمر والنجوم، ويتمنى ان يطوي هذا النسيج وياخذه ليفرشه بساطا تحت قدمي المراة التي يحبها
لكن بمقدوره كإنسان... ان يقدم بساطا من احلامه فيقول:
" لو ملكت حرير الجنة المطرز
والمرصع ببريق الذهب والفضة
والزرقة والعماء الداكن
والظلمة والضوء وما بينهما من ظلال
لفرشته تحت قدميك
ولكن لكوني فقير، واملك احلامي فقط
سأفرش احلامي تحت قدميك
فاخطي بنعومة، أنت تخطين على احلامي "
تقدم للزواج منها عدة مرات وكانت ترفضه بقسوة، عام 1903 تزوجت عسكريا أيرلنديا هو الرائد جون برايد الذي اعدم في وقت لاحق لمشاركته في التمرد الذي وقع بأيرلندا عام 1916.
ييتس كاتب مسرحي أيضا، عام 1889 اسس مع الصديقة والكاتبة المسرحية الليدي غريغوري (المسرح الادبي الأيرلندي) وكان يهدف تقديم مسرحيات مواضيعها أيرلندية، كتب ييتس لهذا المسرح مسرحية الكونتيسة كاثلين التي قامت ماود جونيه بدور البطولة فيها، وكانت مسرحية في غاية الوطنية.
بعد سنوات قليلة اسس ييتس مسرح آبي الشهير في دبلن والذي لم يزل موجودا لحد اليوم.
عام 1911 قابل ييتس ولاول مرة وفي بيت صديق امرأة شابة جذابة تدعى جورجيا هايدليس عمرها ثمانية عشر عاما، كانت قارئة نهمة وتتكلم عدة لغات ولها هوايات في السحر وعالم المستور، وسريعا انضمت هي أيضا إلى (نظام البزوغ الذهبي).
على الرغم من أن العواطف لم تبدأ بينهما خلال هذه الفترة، الا انهما عقدا زواجهما عام 1917
وفي ذلك العام اشترى ييتس ورمم برج نورمان في بوليالي كونتي جالوي حيث عاشا هناك أثناء الصيف وقد كتب الكثير من القصائد داخل هذا المكان ومنها قصيدة، ليحفر على حجر في برج بوليالي التي يقول فيها:
" انا الشاعر وليم ييتس
اباشر الطاحونة القديمة وملح البحر الأخضر
واعمال معادن من دكان حدادة
لآحياء هذا البرج لزوجتي جورجيا
لعل هذه الشواخص تبقى حين يبلى كل شيء ".
بعد الزواج بفترة قصيرة آمن ييتس انه استطاع الاتصال بمختلف المرشدين والمدربين الروحيين للعمل من خلال زوجته كوسيط روحي، الرسائل الغريبة الواصلة عن طريق جورجيا بالكتابة الاوتوماتيكية شكلت القاعدة لكتابه الروحاني الغريب الذي عنوانه رؤيا.
رزق الزوجان بطفلين، أنا بتلر ييتس ولدت عام 1919 والتي أصبحت فنانة.
وميشيل بتلر ييتس ولد عام 1921 الذي اختار العمل في السياسة وأصبح مثل والده عضوا في مجلس الشيوخ الأيرلندي.
حدث تمرد في أيرلندا عام 1916 قتل فيه المئات وبضمنهم بعض اصدقاء ييتس، وحين هزم التمرد قامت القوات البريطانية بإعدام قادة التمرد، لذا اندلع القتال بين المتمردين الأيرلنديين والجيش البريطاني من جديد واستمر سنتين ولم يتوقف الا بتوقيع معاهدة، وهذه المرة اندلعت الحرب الأهلية بين المؤيدين والمعارضين للتوقيع على هذه المعاهدة.
في هذه الفترة كتب ييتس (تأملات في زمان الحرب الأهلية) وهي متوالية من سبع قصائد كتبت في تلك الفترة.
خدم ييتس كعضو مجلس شيوخ في أول حكومة أيرلندية من عام 1922-1928 وعمل جاهدا لاحياء التراث الثقافي الأيرلندي الغني... وفنونه المعمارية وآثاره القديمة ومخطوطاته.

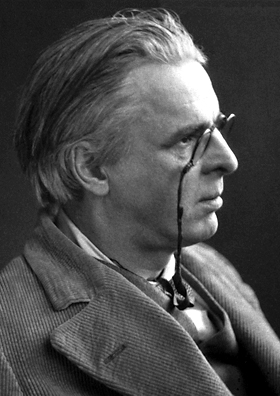
صورت عام 1923

وكان على الدوام على خلاف مع الرقيب ويقاتل من اجل حرية الفنان، كما سعى إلى تحسين مستوى المدارس الأيرلندية، وأثناء ترأسه للجنة تصميم العملة المعدنية أصر على أن تعكس هذه العملة الوجه الزراعي للامة ولذا فقد حملت قطع هذه العملة صور الحصان وسمكة السلمون والخنزير والثور والدجاج والكلب والارنب.... وإلى حين استعمال اليورو عام 2002 ظلت العملة الأيرلندية المعدنية المتداولة تحمل هذه الصور.

## جائزة نوبل ووفاته
عام 1923 حاز ييتس على جائزة نوبل في الادب، وواصل الكتابة حتى موته عام 1939 عن عمر ثلاثة وسبعين سنة، كان وقتها يعيش جنوب فرنسا حيث امضى سنوات طويلة من عمره هناك جزئيا بسبب وضعه الصحي. وبعد نهاية الحرب العالمية الثانية نقل جثمانه إلى أيرلندا ودفن في كنيسة درومكليف قرب مدينة سليغو وتحت جبل بين بيلبو.شاهده قبره ضمت هذه الفقرة من قصيدته.. تحت بين بيلبو:
" عين باردة تحدق
في الحياة
وبالموت
وفارس يعبر بينهما "
زوجته جورجيا واصلت الحياة حتى عام 1968 ثم التحقت به.